# 712 Boliviana
A 712 Boliviana (ideiglenes jelöléssel 1911 LO) a Naprendszer kisbolygóövében található aszteroida. Max Wolf fedezte fel 1911. március 19-én.